# Тырвайыэ (деревня)
Ты́рвайыэ (эст. Tõrvajõe, устар. Терваегги, Терваеги-Петеристи) — деревня на северо-востоке Эстонии. Административно относится к волости Вайвара уезда Ида-Вирумаа. Почтовый индекс — 40117.

## Расположение
Деревня Тырвайыэ находится в северо-восточной части волости, между автодорогами 1 (Таллин—Нарва) и 91 (Нарва—Нарва-Йыэсуу—Хийеметса), на обоих берегах нижнего течения реки Тырва.

## Население
По состоянию на 31 декабря 2011 года, согласно данным переписи населения Эстонии 2011—2012 гг, на территории населённого пункта Тырвайыэ проживало 39 человек (22 мужчины и 17 женщин).
В 2000 году население составляло 45 человек (21 мужчина и 24 женщины).